# Regência de Nagan Raya
Regência de Nagan Raya é uma das Regencias ou Municípios (kabupaten) localizados na província de Achém, na Indonésia. O governo local de Kabupaten e a capital se encontram na cidade de Suka Makmue.
Nagan Raya compreende uma superfície de 3.928 km² e ocupa parte do norte da ilha de Sumatra. Está localizado na costa oeste da província de Achém, A população é estimada em uns 144.944 habitantes. Este kabupaten foi formado como consequência da decisão do Achém Ocidental no ano de 2002.

## Lista de Kecamatan
1. Kecamatan Beutong
2. Kecamatan Darul Makmur
3. Kecamatan Kuala
4. Kecamatan Seunagan
5. Kecamatan Seunagan Timur
6. Kecamatan Tadu Raya
7. Kecamatan Kuala Pesisir